# Lampornis
Lampornis és un gènere d'ocells de la subfamília dels troquilins (Trochilinae) dins la família dels troquílids (Trochilidae).

## Taxonomia
Segons la Classificació del Congrés Ornitològic Internacional (versió 2.5, 2010) aquest gènere està format per 8 espècies:
- colibrí de gorja ametista (Lampornis amethystinus).
- colibrí de gorja porpra (Lampornis calolaemus).
- colibrí de ventre castany (Lampornis castaneoventris).
- colibrí cuagrís (Lampornis cinereicauda).
- colibrí gorjablau (Lampornis clemenciae).
- colibrí de gorja morada (Lampornis hemileucus).
- colibrí de la sibil·la (Lampornis sybillae).
- colibrí de gorja escatosa (Lampornis viridipallens).